# Kanton Saintes-Maries-de-la-Mer
Kanton Saintes-Maries-de-la-Mer is een voormalig kanton van het Franse departement Bouches-du-Rhône. Het kanton maakte deel uit van het arrondissement Arles. Het werd opgeheven bij decreet van 27 februari 2014, met uitwerking op 22 maart 2015.

## Gemeenten
Het kanton Saintes-Maries-de-la-Mer omvatte uitsluitend de gemeente: Saintes-Maries-de-la-Mer.